# Tupaia moellendorfi
La tupaia delle Calamian (Tupaia moellendorfi) è una specie di tupaia endemica del gruppo delle isole Calamian, a nord-est dell'isola di Palawan, nelle Filippine.
Se ne conoscono tre sottospecie, una per ogni isola:
- Tupaia moellendorffi busuangae su Busuanga,
- Tupaia moellendorffi cuyonis su Coron,
- Tupaia moellendorffi moellendorffi su Culion.

Le tre sottospecie erano un tempo considerate razze di un'unica sottospecie (Tupaia palawanensis moellendorffi) della tupaia di Palawan.